# Achile Diculescu
Achile Diculescu (n. 1891 – d. 1979) a fost un general inspector aviator român, care a luptat în cel de-al doilea război mondial alături de armata germană.

## Biografie
Achile Diculescu s-a născut în anul 1891.
A absolvit Școala de Ofițeri de Artilerie și Școala Superioară de Război din București în perioada 1921 - 1923, fiind primul ofițer de aviație care a absolvit această instituție, fiind brevetat ofițer de stat-major aero.
- 1933 - 1934 - Căpitan-comandor - Comandantul Centrului de Instrucție al Aeronauticii (mutat la Pipera în anul 1925).
- 1937 - 1938 - Comandorul - Comandant al Școlii Pregătitoare și Speciale ale Aeronauticii Cotroceni.
- 11 mai - 4 septembrie 1940 - Subsecretar de Stat la Ministerul Aerului și Marinei.
- General de escadră aeriană.

Până în anul 1944 activează ca îndrumător pe lângă Întreprinderea de Avioane București;
"Prin decizia d-lui ministru subsecretar de Stat al Înzestrării Armatei și Producției de Război NI'. 1 74 din 22 Septemvrie 1944, următorii îndrumători ai armatei încetează de a mai funcționa pe lângă întreprinderile mai jos menționate, cu începere dela data publicării prezentei deciziuni :
D-I general Diculescu Achile la Regia Autonomă I.A.R." (Monitorul Oficial al României Nr. 6422 din 26 Septemvrie 1944.)
Fiind considerat simpatizant al P.N.Ț., a fost arestat de Securitate în august 1947, împreună cu lotul secției militare a  P.N.Ț-ului și deținut la închisoarea Văcărești. Este rearestat în noaptea de 5/6 mai 1950, de această dată în calitate de fost demnitar și condamnat. Execută cinci ani de detenție în penitenciarul Sighet, unde a stat până în 1955.

## Decorații
- Ordinul „Coroana României” în gradul de Comandor (8 iunie 1940)[1]